# Jan Novosad
Jan Novosad (* 6. července 1929) je bývalý český silniční motocyklový závodník.

## Závodní kariéra
V mistrovství Československa silničních motocyklů startoval v letech 1958-1968. Závodil ve třídách do 175 cm³ a 250 cm³ na motocyklech ČZ a Jawa. V mistrovství Československa skončil nejlépe na celkovém čtvrtém místě v roce 1959 ve třídě do 250 cm³. Jeho nejlepším výsledkem v jednotlivém závodě mistrovství Československa je 2. místo ve Štramberku v roce 1959 ve třídě do 250 cm³.

## Úspěchy
- Mistrovství Československa silničních motocyklů – celková klasifikace
  - 1958 do 175 cm³ – 6. místo – ČZ
  - 1959 do 175 cm³ – 7. místo – ČZ
  - 1959 do 250 cm³ – 4. místo – ČZ
  - 1960 do 175 cm³ – nebodoval – ČZ
  - 1960 do 250 cm³ – 13. místo – ČZ
  - 1961 do 175 cm³ – 7. místo – ČZ
  - 1962 do 175 cm³ – 7. místo – ČZ
  - 1963 do 175 cm³ – 9. místo – ČZ
  - 1964 do 175 cm³ – 12. místo – ČZ
  - 1965 do 175 cm³ – 11. místo – ČZ
  - 1967 do 250 cm³ – 10. místo – Jawa
  - 1968 do 250 cm³ – 15. místo – Jawa